# Xelibri
| Производитель  | Siemens   |
| -------------- | --------- |
| Начало выпуска | 2003      |
| Конец выпуска  | 2003      |
| Выпущено       | 8 моделей |

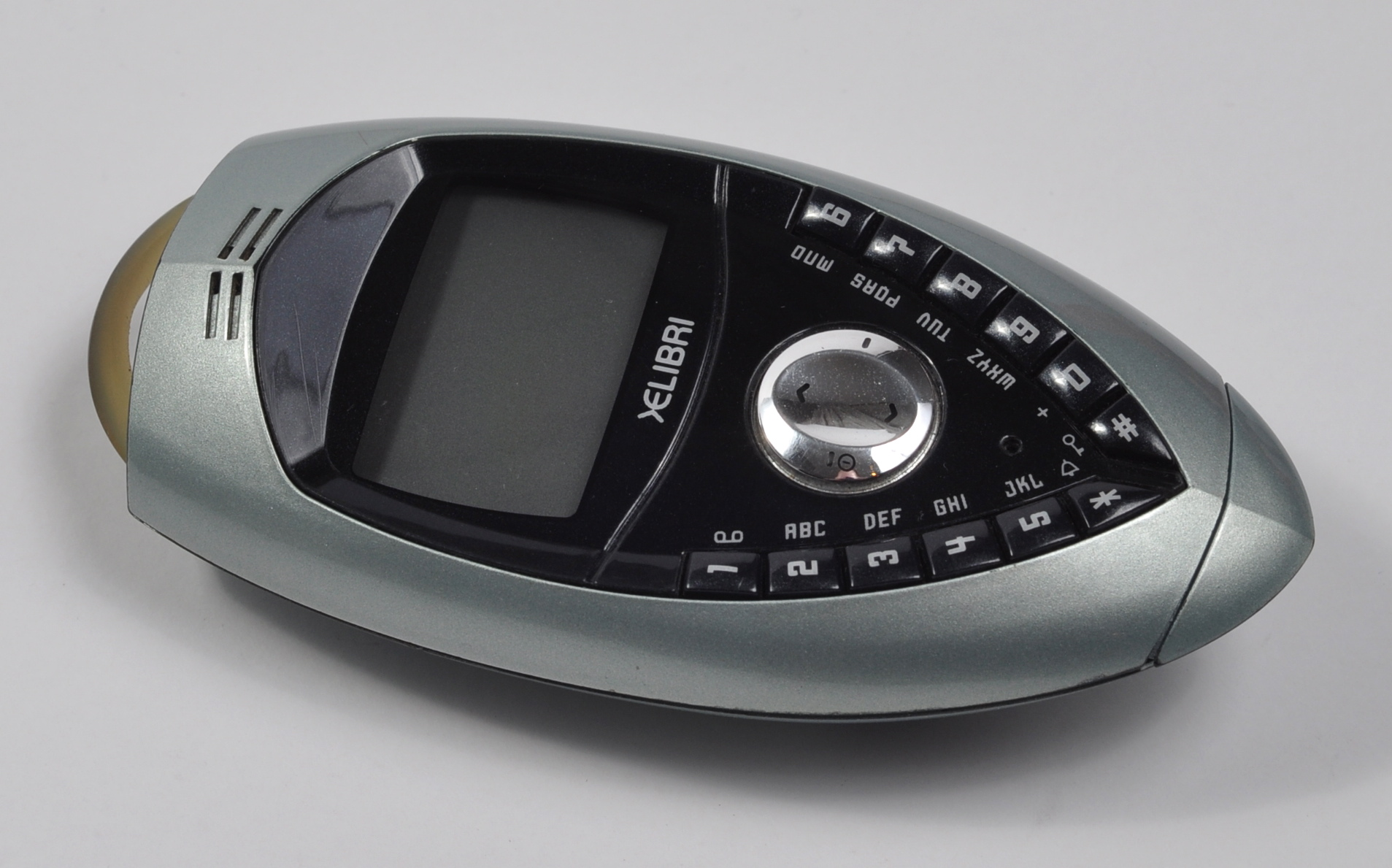
Siemens Xelibri 4 — самый популярный телефон из Xelibri

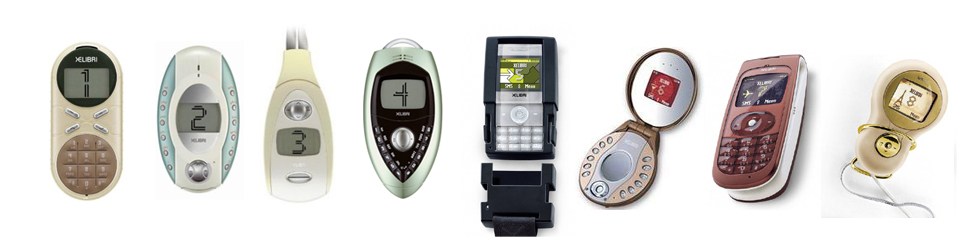
Линейка моделей Siemens Xelibri

Siemens Xelibri — линейка имиджевых сотовых телефонов компании Siemens, выпускавшаяся в 2003 году. Отличались необычным дизайном и оригинальным управлением.

## Дизайн
Каждый телефон Xelibri отличался своим необычным дизайном. Например, некоторые модели выполнены в виде кулона, амулета, пудреницы.

## Интерфейс

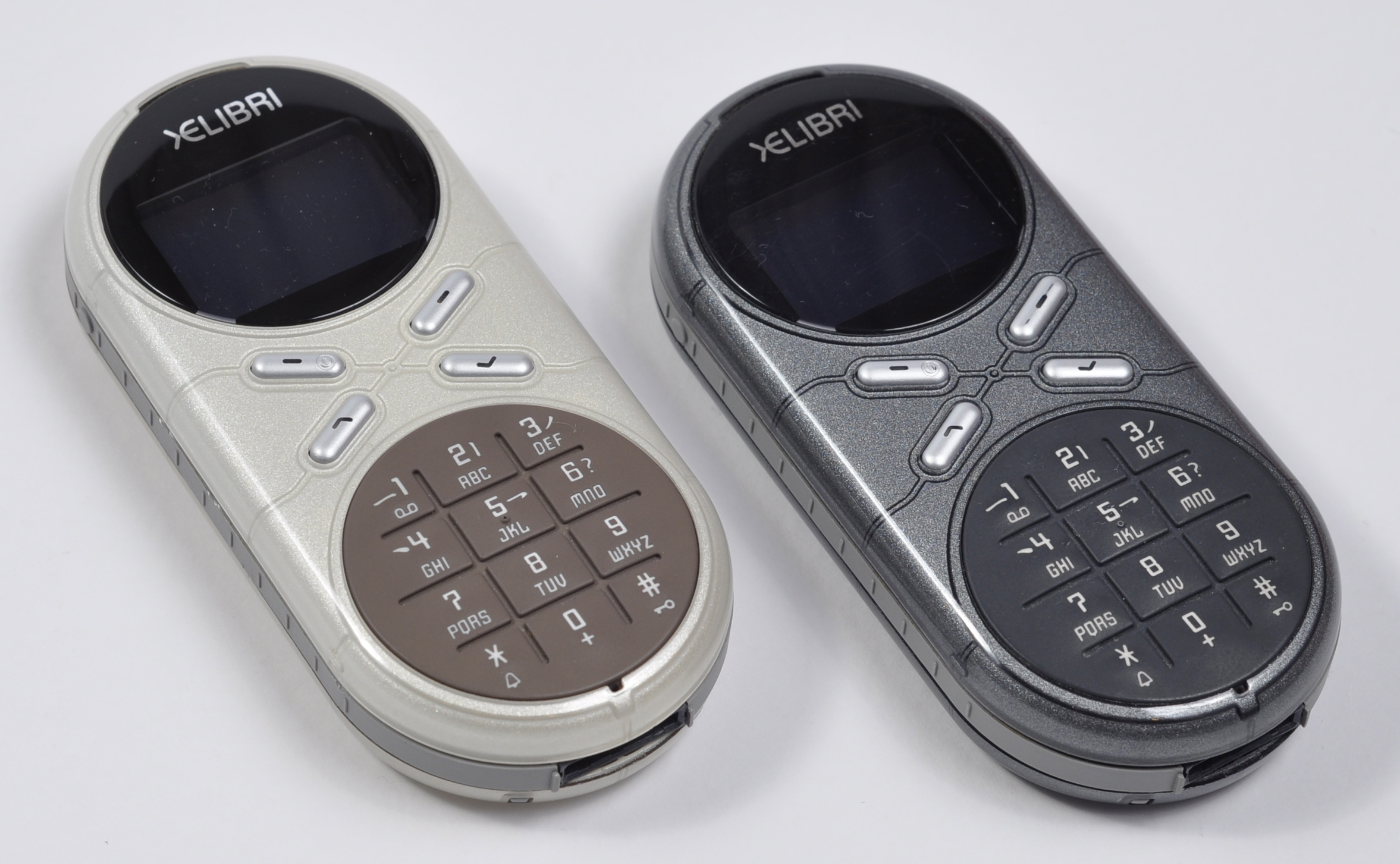
Xelibri 1 - первый телефон линейки

Почти все модели Xelibri были неудобны в использовании. У первых моделей цветного дисплея не было, у поздних появился цветной. Некоторые телефоны отличались функциями — у Xelibri 8 был редактор мелодий, у 7 было 4 игры, а не 2, как в других телефонах линейки.
В остальном телефоны имели стандартный интерфейс.

## Продажи
Подразделение Xelibri возглавил Джордж Эпплинг. Эпплинг заявил СМИ, что 60 % мира не нуждаются в Xelibri, и что они идут за 40 %, «которые считают дизайн своим главным приоритетом». Первоначальная стратегия состояла в том, чтобы проводить две «коллекции» каждый год. Телефоны были разработаны ведущими дизайнерами, и продавались как модные аксессуары по высокой цене, их дизайн был странным и совершенно не соответствовал тому, что потребитель, заботящийся о моде и стиле, искал бы в мобильном телефоне. В телефонах Xelibri также не было узнаваемой торговой марки, а уважаемый логотип «SIEMENS» появлялся только на крышке аккумуляторного отсека телефонов.
В мае 2004 года компания Siemens отказалась от линейки Xelibri. В 2003 году было продано всего 780 000 устройств, что составляет менее 2% от общего объема продаж телефонов Siemens.

## Модельный ряд

### Первая коллекция (весна 2003)
Siemens Xelibri 1 — монохромный, полифония, 10 мелодий, игры, EMS, органайзер
Siemens Xelibri 2 — монохромный, полифония, 15 мелодий, EMS, игры, будильник, калькулятор
Siemens Xelibri 3 — монохромный, вес 55 граммов
Siemens Xelibri 4 — графический, 15 мелодий, игры, EMS, будильник

### Вторая коллекция (осень 2003)
Siemens Xelibri 5 — графический, полифония 24-голосная, 2 игры
Siemens Xelibri 6 — графический, раскладушка-«пудреница», полифония 16-голосная, 23 мелодии, 2 игры, будильник
Siemens Xelibri 7 — «клипса для крепления на ремне», графический, игры, EMS, будильник
Siemens Xelibri 8 — «кулон», голосовое управление, полифония, графический, FM-радио, WAP 1.2.1, диктофон
Все аппараты выпущены в 2003 году.